# Stefan Lehnebach
Stefan Lehnebach (* 1946/1947) ist ein deutscher Journalist.

## Leben
Lehnebach machte 1965 ein Volontariat bei der SED-Tageszeitung Freiheit und studierte anschließend Journalismus in der Sektion Journalistik an der Karl-Marx-Universität Leipzig mit dem Abschluss Diplom-Journalist. Bei der Freiheit war er danach als Redakteur, Ressortleiter und stellvertretender Chefredakteur tätig.
Nachdem der Chefredakteur Hans-Dieter Krüger im November 1989 von seinen Aufgaben entbunden worden war, übernahm Lehnebach im Dezember 1989 diesen Posten bei der Freiheit, für den er 1990 bei einer Wahl durch die Belegschaft erneut bestätigt wurde. Unter seiner Ägide wurden Verhandlungen mit dem M. DuMont Schauberg Verlag aufgenommen, der die Freiheit übernahm und zur Mitteldeutschen Zeitung umwandelte. 1991 wurde ihm Dieter Jepsen-Föge als zweiter Chefredakteur zur Seite gestellt, der vom Deutschlandfunk zur Mitteldeutschen Zeitung gewechselt war und bis 1993 auf diesem Posten blieb. 1994 endete die Tätigkeit Lehnebachs als Chefredakteur bei der Mitteldeutschen Zeitung ― ab 1995 war er als Immobilienverwalter tätig.